# Carabus hungaricus
Carabus hungaricus es una especie de coleóptero adéfago perteneciente a la familia Carabidae. Habita en Paleártico. Tiene tres áreas principales de distribución que se pueden distinguir: A) de Ucrania y las estepas rusas, B) Bulgaria (área pequeña y aislada), y C) de la cuenca de los Cárpatos. En su área de distribución, los hábitats en que esta especie se encuentran fragmentadas, y como resultado a menudo aislados. En Europa , se encuentra en Austria, Bulgaria, la República Checa, Hungría, Moldavia, Rumania  el centro y el sur de Rusia, Serbia, Eslovaquia y Ucrania. Es una especie típica de la estepa, habita en las praderas y los pastizales de arena dolomítica. La mayoría de sus poblaciones habitan en las praderas de arena calcárea. 